# Bathi
Az bathi a középső jura földtörténeti kor négy korszaka közül a harmadik volt, amely 168,3 ± 1,3 millió évvel ezelőtt (mya) kezdődött a bajoci korszak után, és 166,1 ± 1,2 mya végződött a callovi korszak kezdetekor.
Nevét az angliai Bath városról kapta. Az elnevezést először Jean Baptiste Julien d'Omalius d'Halloy belga geológus használta 1843-ban.

## Határai
Kezdetét a Nemzetközi Rétegtani Bizottság meghatározása szerint a Parkinsonia convergens ammoniteszfaj megjelenése jelzi a korból származó kőzetrétegekben. Az utána következő callovi korszak a Kepplerites ammoniteszek megjelenésével kezdődik.